# Apocalipse
Apocalipse(telenovela):es una telenovela brasileña producida por Casablanca para RecordTV. Creada por Vivian de Oliveira. Se estrenó el 21 de noviembre de 2017 y finalizó el 25 de junio de 2018 con un total de 155 episodios. Está protagonizada antagónicamente por Sérgio Marone acompañado por Juliana Knust e Igor Rickli. Se basa en la historia bíblica del Libro de Apocalipsis. Es la cuarta telenovela bíblica grabada por Record TV.

## Argumento
La historia comienza en la década de 1980, y en la primera fase de la novela, la relación entre los cuatro jóvenes que, por una u otra razón, eligieron Nueva York como destino. Alan (norteamericano), Susana (brasileña), Adriano (italiano) y Débora (Israelí) se vuelven inseparables, explorando intensamente la fascinante Manhattan. Alan y Susana viven una delicada relación que evoluciona en una hermosa historia de amor; Adriano y Debora son más intensos, apasionados y sinceros, rodeados por una misteriosa y sombría fuerza, se casan y viven una relación infeliz. Otros personajes cotidianos y paralelos aparecen en esta primera fase y son presentados durante el curso de la novela.
La segunda fase comienza en 1996 con el retorno de la errada y dudosa pareja, Adriano y Débora junto a su hijo Jared a la Gran Manzana, donde se renueva el contacto con la pareja de amigos Alan, Susana y su hijo, Benjamín. Débora, sin embargo, esta envidiosa de Susana, ya que su relación con Adriano no funciona. Varias profecías apocalípticas prometen tener lugar en varias ciudades de todo el mundo, en Río de Janeiro, Roma, Jerusalén y Nueva York, donde el fatídico 11 de septiembre de 2001 es parte de la narrativa. 
La tercera fase lleva la historia hasta el día de hoy, y muestra cómo los personajes se ven afectados por las promesas bíblicas. Habrá momentos de fe, de esperanza, de dolor, de tristeza y angustia, donde el público podrá ver lo mejor y lo peor del ser humano. Ricardo va a ser el antagonista, el anticristo, el que lucha para dominar el mundo; él se va a potenciar a sí mismo con los descubrimientos científicos de Benjamín, que se ha convertido en un gran científico y se ha casado con Zoe, y lo usará para cometer atrocidades. La gente del pasado que han cometido actos terribles que puede sorprender al público por aceptar a Cristo, mientras que los "tibios" cristianos no pueden resistir y prefieren adorar al diablo para ser librados de la muerte.

## Elenco
- Juliana Knust como Zoe Santero.[3]
- Igor Rickli como Benjamin Gudman.
- Sergio Marone como «El anticristo», Antagonista Principal.
- Paloma Bernardi como Isabela Gudman.
- Fernando Pavão como César Sardes.[4]
- Juliana Silveira como Raquel Santero Sardes.
- Bia Seidl como Débora Koheg.[5]
- Selma Egrei como Verônica Montana.[6]
- Eduardo Lago como Adriano Montana.
- Eduardo Galvão como Alan Gudman.
- Mônica Torres como Susana Aisen Gudman.
- Flavio Galvão como Stefano Nicolazzi, Antagonista Principal.[7]
- Giselle Batista como Melina.
- Sidney Sampaio como André Santero.[8]
- Leona Cavalli como Ariela Feld Gudman.
- Emílio Orciollo Netto como Uri Gudman.

- Joana Fomm como Teresa Santero.
- Luíza Tomé como Letícia Santero.
- Marcos Winter como Oswaldo Santero.
- Samara Felippo como Natália Menezes.[9]
- Daniela Escobar como Ângela Menezes.
- Carla Marins como Tiatira Abdul.
- Zé Carlos Machado como Ezequiel.[10]

### Participación especial
- Carolina Oliveira como Susana (jóvenes).
- Manuela do Monte como Débora (jóvenes).
- Felipe Cunha como Adriano (jóvenes).
- Maurício Pitanga como Alan (jóvenes).
- Brendha Haddad como Hanna (jóvenes).
- Laura Kuczynski como Sabrina (jóvenes).
- Gabriel Reif como Oswaldo (jóvenes).
- Juliana Xavier como Leticia (jóvenes).
- Miguel Roncato como Felipe (jóvenes).
- Antonella Matos como Isabela (jóvenes).
- Fhelipe Gomes como Uri (jóvenes).
- Rafaela Sampaio como Estela (jóvenes).
- Guilherme Hamaceck como Saulo (jóvenes).
- Laryssa Ayres como Ariela (jóvenes).
- Yana Sardenberg como Tiatira (jóvenes).
- Gabriela Saraivah como Zoe Santero (1.ª fase).
- Pedrinho Mello como Benjamin Gudman (1.ª fase).
- Luiz Eduardo Toledo como Ricardo Montana (1.ª fase).
- Kadu Schons como André (1.ª fase).
- César Borges como César (1.ª fase).
- Marcelo Argenta como Luís Sardes (1.ª fase).
- Maytê Piragibe como Ana Sardes (1.ª y 2.ª fase).[9]
- Cleiton Morais como Guido Fontes (1.ª fase).
- El cacao Melo como Sandra.
- Gilberto Hernández como Jonathan Gudman.
- Deborah Kalume como Elisa Gudman.
- Nina de Padua Andrade como Gloria
- Dudu Azevedo como JesuCristo (Capítulo Final).

## Producción y resumen semanal de capítulos
Distribución de capítulos conforme a la emisión de Unife en Argentina (11/08/21 al 21/01/22). 
Semana 1 y 2 (Cap1 al 8): Osvaldo y Felipe son hermanos: uno expreso y otro en NY lava platos. Débora embarazada y rechazada por Adriano, un gigoló italiano rico. Hanna hermana envidiosa de Débora. Primo de Saulo (Alan) y Susana forman una pareja secundaria. Todos crecen en un salto en el tiempo de la novela. El niño Ricardo, hijo de Débora y Adriano, es violento. Muerte del suegro de Débora, envenenado por su nuera. Presentación del proyecto inmobiliario de Ricardo. Benjamin Gudman encandilado con Zoe. 
Semana 3 y 4 (Cap 9 al 18): Investigación de los asesinatos del imitador del criminal serial Nicanor con amorío entre una oficial y un policía casado. Seguidor de Nicanor asesino. Chantaje por fotos desnudas en internet a Talita. Jeque socio de Ricardo, asesinado. Subasta. Pleitos entre Ezequiel y su hermano pastor religioso (Jonás). Fusilamiento en el bar con heridas. Benjamin viaja a Brasil.
Semana 5 y 6 (Cap 19 al 28): Desaparición de personas: momento importante en la que la única explicación es el “arrebatamiento de la iglesia”. Gudman Tech fundada por Benjamin. Primer androide que se llama Melina. Débora mata a su suegra. Osvaldo preso por trampa. Felipe recupera la memoria. Tiempo de falsa paz tras el arrebatamiento, hasta el atentado contra la Bestia que se convertirá en un tirano y castigará a quienes no lo adoren. Dolor por las pérdidas e investigación de teorías.
Semana 7 y 8 (Cap 29 al 38): Sectas. El asesino serial Nicanor y el policía César. Zoe investiga sobre el Anticristo. Débora tiene un amante. Corrupción del padre de Natalia. Natalia y el aesino Nicanor. Reencuentro y “Reconciliación” de Débora con sus padres. Reencuentro de Gloria con su hijo perdido. Muerte de Lucio.Ricardo y el proyecto del tercer templo.  
Semana 9 y 10 (Cap39 al 48): Ricardo seduce a Isabela Gudman, hermana de Benjamin. Zoe rescatada de la caída del avión por árabes en el desierto que luchan por salvarle la vida. Locura de Benjamin por la muerte de Zoe. Los dos testigos de Apocalipsis 11 (1-13). Construcción del Templo. Sacerdote asesino y mentiroso. Los dos testigos son invulnerables. Recuperación de Zoe en el desierto. Hermana de Melina (Leah) fue construida. 
Semana 11 y 12 (Cap49 al 58): Masacre en el discurso de Ricardo. Consagración de Vitorio, el hijo de Gloria. Zoe se queda a vivir en el desierto por miedo a Ricardo. Diseño de un ejército de robots androides. Muerte de la madre biológica de Noah, hermano adoptivo de Débora. Incendio en la sede de la secta “Hijos del mañana”. Reaparición del verdadero padre biológico de Noah (Dylan). Cena prenupcial con Isabela. Zoe graba video advirtiendo sobre Ricardo y sus planes perversos. Apresamiento de Enrique por su propia hija. Sequía por 3 años.
Semana 13 y 14 (Cap59 al 68): Benjamin, antes de bautizarse y entregarse a Dios, investiga con diferentes fuentes. Paso de tres años. Próxima inauguración de la “ciudad del futuro” (La Nueva Babilonia). Videos de la mujer con burka, que es Zoe. ¡Reencuentro de Zoe con Benjamin!, pero ella teme porque él aún trabaja para Ricardo. Inicio de los bombardeos de la 3.ª Guerra Mundial. Boda de Ricardo. 
Semana 15 y 16 (Cap69 al 78): Inauguración de la Nueva Babilonia con la reaparición de Zoe y Benjamin. Disparo a Ricardo. Reaparición del padre callejero de Robinson. Casamiento de Zoe y Benjamin. 'RESURRECCIÓN' de Ricardo. Pelea de Susana con Isabella. Natalia y Dylan: nace el amor. Adriano, padre de Ricardo, se pasa de bando. Gloria y su hijo. Inicio del nuevo orden mundial.   
Semana 17 y 18 (Cap79 al 88): Ricardo infiel a Isabella con Ariela. Separación de Alan y Susana. Nueva vida para Robinson, su padre y hermano “HD”. Dudu preso. Vitorio espiado. Ataque a Jerusalén: posturas. Benjamin se infiltra en la Nueva Babilonia para desactivar los robots. Abuelos de Ricardo en aprietos por indecisión. César deja la policía y ayuda a Benjamín en la infiltración. Guido no aplica la “marca de la Bestia” fingiendo.
Semana 19 y 20 (Cap89 al 98): Muerte de Gloria. Benjamin capturado, torturado y expuesto por TV antes del intento de ser ejecutado. Brenda con Adriano y César planean la fuga. André enviado a Brasil: demoras en marcar a la gente. La fuga de Benjamin con los padres de Débora y su amigo César, todo con la ayuda de Adriano que se entera de la muerte de sus padres. Tuneles de escape. Noah encuentra a sus padres. Amigos en el desierto. Refugio de Zoe. Talita y su madre presas por cómplices. Reaparece Dudú.  
Semana 21 y 22 (Cap 99 al 108): Melina hackeada por Benjamin y Brenda. Felipe torturado por su propio hijo. Refugio de Zoe y los rebeldes. Uri presionado por la marca. Meteorito Ajenjo en camino. Estela traiciona a Felipe. Ricardo en Brasil. Entrevista incisiva con Bárbara. Decapitación de Felipe. Muerte del Pastor Jonás. Zoe en nuevo refugio. Estela se marca y termina matando a su propia hija por celos amorosos. El video hacker de Benjamin. 
Semana 23 y 24 (Cap109 al 118 FIN): El rescate de Uri y Dylan del hospital tras los meteoritos y el plan de fuga hacia Israel. Adriano es descubierto y asesinado por su hijo. Muerte de Alan, Isabella, y de Débora (a manos de Ricardo). Úlceras en la piel. Muerte de los 6 (Susana, Guto, Hanna, Uri, Vitorio, Celeste). Video interceptado. Pelea de André con Benjamin: dardos venenosos. Muerte de André a manos de Ricardo. Muerte de Ariela y la caída de la Nueva Babilonia. Batalla final. Tentación del niño David (hijo de Benjamin) con comida. El Regreso de Jesucristo. El diablo es derrotado y al fin del milenio echado al lago de fuego Juicio final: los que no están en el "Libro de la Vida" son echados al lago de fuego, entre ellos el sacerdote falso y Ricardo el anticristo. La Nueva Jerusalén. FIN DE LA NOVELA.   
La producción de la telenovela comenzó en julio de 2017. Sérgio Marone y Guilherme Winter fueron los primeros miembros del reparto confirmados. Guilherme Winter posteriormente se retiró del proyecto para protagonizar otra serie de Record TV  y fue reemplazado por Igor Rickli. Las grabaciones comenzaron en agosto de 2017. Fueron 155 episodios.